# Trifolium occidentale
Trifolium occidentale é uma espécie de planta com flor pertencente à família Fabaceae. 
A autoridade científica da espécie é Coombe, tendo sido publicada em Watsonia 5(2): 70–86, f. 1 [top row], 2 [left], 3a. 1961.

## Portugal
Trata-se de uma espécie presente no território português, nomeadamente em Portugal Continental.
Em termos de naturalidade é nativa da região atrás indicada.

## Protecção
Não se encontra protegida por legislação portuguesa ou da Comunidade Europeia.